# Palazzo Terragni
Palazzo Terragni è uno storico edificio di Lissone, fu costruito tra il 1938 e il 1940 inizialmente come Casa del Fascio, poi divenne Casa del Popolo. Costituisce un notevole esempio di architettura razionalista.

## Storia
Nella seconda metà degli anni trenta viene istituito a Lissone un concorso pubblico per la costruzione della Casa del Fascio, da costruirsi in Piazza Vittorio Emanuele II, attuale Piazza della Libertà.
Il progetto che risulta vincitore porta la firma degli architetti razionalisti Giuseppe Terragni e Antonio Carminati.

È prevista la costruzione di un edificio che si affacci sulla piazza, con un lungo corpo orizzontale, chiuso sul lato destro da una Torre Littoria con Arengario, in pietra di Moltrasio ed un annesso un Sacrario dei Caduti della prima guerra mondiale.
Lungo la facciata vengono distribuiti gli uffici, e nella parte retrostante il Teatro ed uno spazio a gradinate per riunioni e manifestazioni.

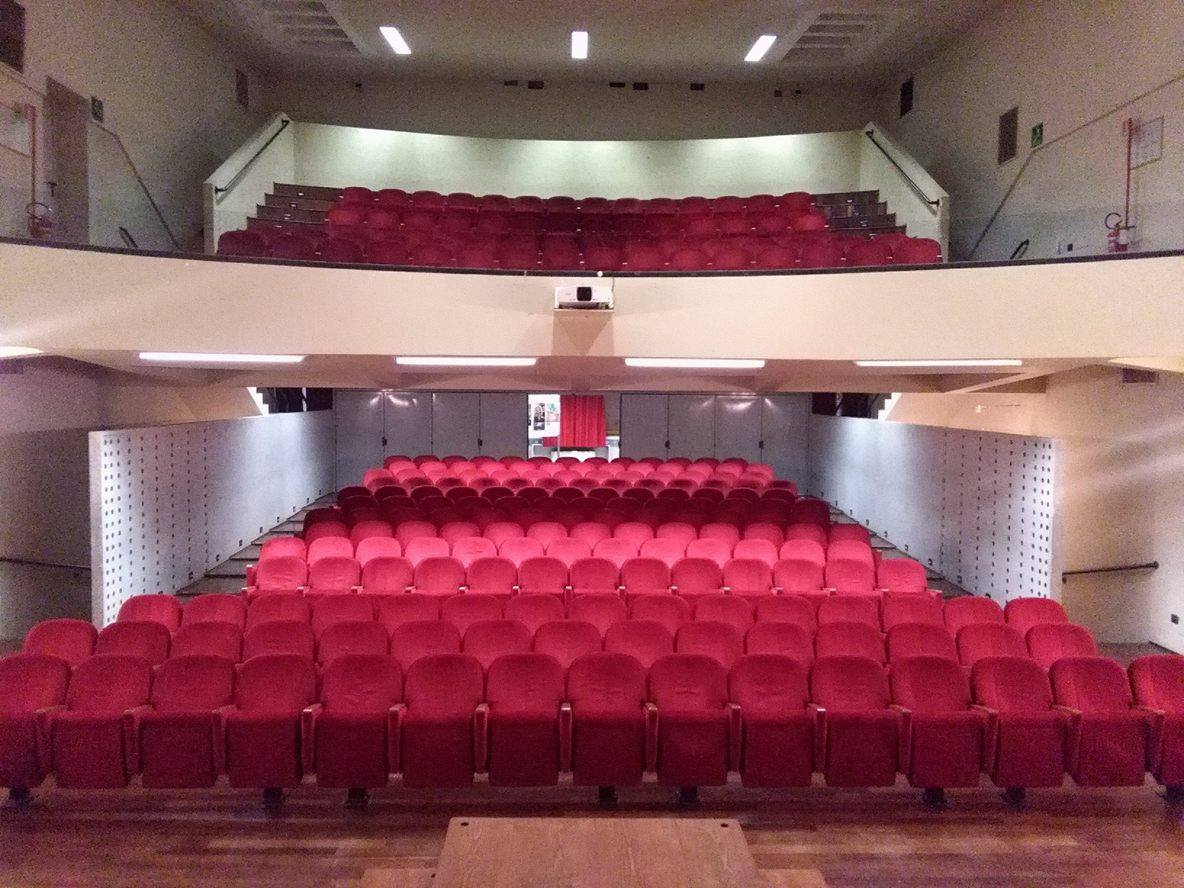
Teatro, interno

I lavori, iniziati nel 1938, vengono ultimati nel 1940. L'edificio verrà utilizzato dal regime fascista come Casa del Fascio. Dopo la liberazione, diverrà Casa del Popolo, e vi verranno alloggiate le sedi di alcuni partiti politici, mentre la sala teatrale verrà utilizzata come sala cinematografica e teatrale.
Negli anni successivi la mancanza di ordinaria manutenzione all'edificio provocherà danni alla struttura ed agli impianti.
Il Palazzo oggi viene utilizzato dal Comune che ne è divenuto proprietario nel 1968, e che ha effettuato un intervento di recupero per ospitarvi mostre d'arte e spettacoli teatrali.
L'edificio, così ridenominato nel 1975 dal nome dell'architetto Giuseppe Terragni che lo ha progettato, è adibito a Pinacoteca comunale.

## Destinazione attuale del palazzo
La costruzione principale, al piano rialzato, contiene una sala teatrale di circa 300 posti disposti tra platea e galleria, un bar, un guardaroba per gli spettatori, i servizi igienici e i camerini per gli artisti. Al primo piano si trovano una sala per esposizioni d'arte e la sala Missaglia per riunioni.

## Servizi
- Sala per manifestazioni teatrali. Capienza: posti 300;
- bar;
- guardaroba;
- biglietteria;
- servizi igienici;
- camerini;
- sala regia;
- sala mostre-esposizioni;
- sala Missaglia, per riunioni e convegni.

## La Torre Littoria del Palazzo Terragni
La Torre Littoria è una massiccia torre in pietra di Moltrasio, annessa al Palazzo Terragni. All'esterno è situato il Sacrario in memoria dei soldati lissonesi caduti nel corso della prima e della seconda guerra mondiale.